# Belly (rapper)
Ahmad Balshe (em árabe: أحمد بلشي‎; Jenim, 7 de abril de 1984), mais conhecido pela pseudônimo Belly, é um compositor e rapper canadense-palestino. Iniciou sua carreira em Ottawa e conseguiu repercussão internacional com o álbum The Revolution e a canção "Earned It".